# Samuel Berner

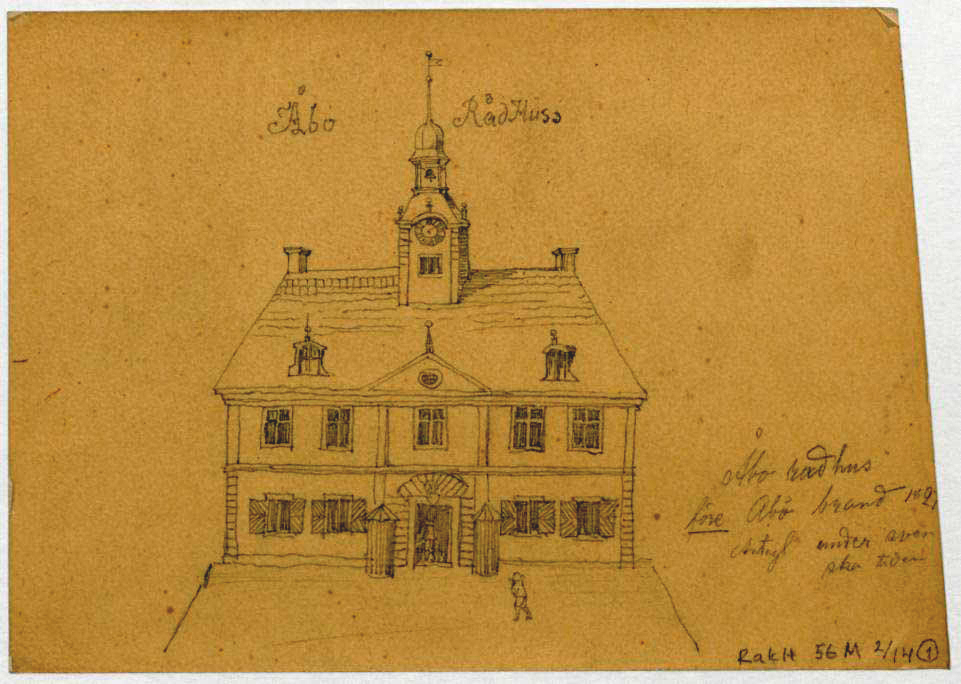
Berners rådhus i Åbo. Teckning i Finlands riksarkiv

Samuel Berner, född i Sachsen, död den 10 augusti 1761 i Kyrkslätt, var en tysk murmästarålderman och stadsarkitekt i Åbo, senare arkitekt vid fortifikationen samt i Helsingfors och Nyland.

## Biografi
Tysken Samuel Berner arbetade som gesäll hos stadsarkitekten i Stockholm då magistraten i Åbo år 1731 bad honom komma till Åbo för att uppföra ett hus för hovrättspresidenten. Det gamla huset vid Stora Ågatan (idag Västra Strandgatan 1) hade helt förstörts under Stora nordiska kriget och grunden för ett nytt hus lades 1730. Eftersom de lokala murmästarna inte ansågs kapabla att bygga ett stort hus i sten i två våningar behövdes en expert utifrån. Huset stod helt färdigt hösten 1733 och finns kvar än idag men har efter Åbo brand ombyggts i en våning.
Redan hösten 1732 kunde Berner presentera för stadens styrande en ritning till ett nytt rådhus vid Stortorget. Han hade redan då sett möjligheter att bosätta sig i Åbo och ingick sitt första äktenskap samt köpte en gård i staden. Magistraten ville att han skulle uppföra rådhuset men han ville först avsluta sina affärer i hemlandet Sachsen. I juli 1733 kunde han uppta arbetet på bygget. Hans status och relation till staden reglerades våren 1734. Då godtogs hans ritningar till rådhuset som mästarbrev, han gjordes till ålderman för murmästarämbetet och svor såväl åldermannaeden som borgareeden. Som stadsarkitekt skulle han övervaka regulariteten i staden och göra upp ritningar till offentliga byggnader och mot särskild ersättning uppföra dem. Rådhusets grund var färdig 1734 och det egentliga byggnadsarbetet utfördes under år 1735. Året därpå arbetade man med inredningen. Tornuret som hade tillverkats i Stockholm sattes upp strax efter invigningen i oktober 1736. Stenläggningen på torget utanför rådhuset lades enligt Bremers anvisningar sommaren 1737. Huset står kvar men har efter stadsbranden 1828 fått en ny gestalt.
Utöver rådhuset var Berner 1735 sysselsatt med att reparera valven i Kimito kyrka.År 1736 byggde Berner om den s.k. tyska kyrkan och dess torn till ett bibliotek för Akademien i Åbo. Det låg i domkyrkomuren söder om katedralskolans hus. År 1738 var Berner sysselsatt med reparationsarbeten i domkapitlets hus i domkyrkomuren. Han gjorde flera förslag till reparation av domkyrkans torn ännu år 1743 men allt arbete hade redan året innan avbrutits på grund av Hattarnas ryska krig. I brist på arbetsuppgifter i Åbo tog Berner 1741 anställning som murmästare i Finska brigaden vid Fortifikationen utan att släppa banden till Åbo. Han återvände också till staden efter att ha lämnat fortifikationen 1743. Därefter tycks han mest ha arbetat med reparationer. År 1746 arbetade Berner med reparationer på Ulrika Eleonora-kyrkan i Helsingfors och murningar i den nya staden Abborfors samt planerade en utvidgning av Ekenäs kyrka, ett arbete som fortsattes av Anders Piimänen. År 1747 planerade Berner en nybyggnad av kyrkan i Fredrikshamn som sedan uppfördes i trä.

### Flyttningen till Helsingfors
I januari 1748 anslöt sig Berner till Fortifikationen och sade upp sitt burskap i Åbo. Samma år inledde han arbetet på uppförandet av Pikis kyrka. Inom Fortifikationen arbetade Berner på den del av fästningen Sveaborg som låg på Långören och skyddade en av infarterna till Helsingfors. Han ansvarade år 1751 i kurtinen Liewen för arbetet med en valvpelare som måste rivas och följden var att han avskedades. År 1753 var han vidtalad att göra ritningar till ett nytt bibliotekshus i Åbo men planerna realiserades inte. Arbetet med kyrkan i Pikis fortsatte till år 1755. Detta år var Berner sysselsatt med flera andra byggarbeten. Ett av dem var ett skolhusbygge i Helsingfors, ett annat ett trähusbygge för egen räkning i samma stad. Han inledde också byggnadsarbetena på pack- och tullhuset i Helsingfors men bygget blev färdigt långt efter hans död. Ytterligare planerade och byggde han för Fortifikationens räkning ett brigadhus (senare kommendanthus) i Lovisa. Möjligen gjorde han någon gång under 1750-talet ritningar till och uppförde det Sederholmska huset, idag Helsingfors äldsta hus.
År 1756 fick Berner i uppdrag att göra reparationsarbeten på Kyrkslätts kyrka. År 1757 vann han burskap i Helsingfors. Följande år tackade han också nej till att återuppbygga Åbo domkyrkas tornspira med hänvisning till sin ålder och till att han inte längre bodde i staden. Däremot hade han 1757 åtagit sig att uppföra ett nytt gymnasiehus i Borgå som togs i bruk 1759. Huset är idag i Borgå domkapitels användning. År 1759 åtog han sig arbetet med en förlängning av Kyrkslätts kyrka västerut. Tillbyggnaden av Svidja gård i Sjundeå med en andra våning pågick under samma tid. Arbetena i Kyrkslätt och Sjundeå avbröts 1761 efter en olycka då hans häst började skena så att han föll ur schäsen och skadade sig dödligt.
Berners insatser som arkitekt och murmästare i Finland är inte alltid klara eftersom han ibland enbart planerade, ibland enbart uppförde hus men också kunde svara för hela arbetet. Nya stildrag i de byggen som han var engagerad i var den gula fasadfärgen på rådhuset i Åbo och det brutna taket med raka gavlar som återkommer i Lovisa och Helsingfors och torde ha föregångare i slutet av 1740-talet på Sveaborg. Att Berner inte var främmande för att använda gotiskt formspråk framgår av kyrkbygget i Pikis med den polygonala koravslutningen i öster och västgavelns rika tegelblindering.

### Familj
Samuel Berner gifte sig första gången 1734 med Magdalena Richter (död 1735). Han gifte sig andra gången 1737 med Margareta Birgitta Ulander (även kallad Olandra). Av de många barnen kan nämnas Samuel Berner (född 1757) som var understyrman i flottan. 

## Bilder

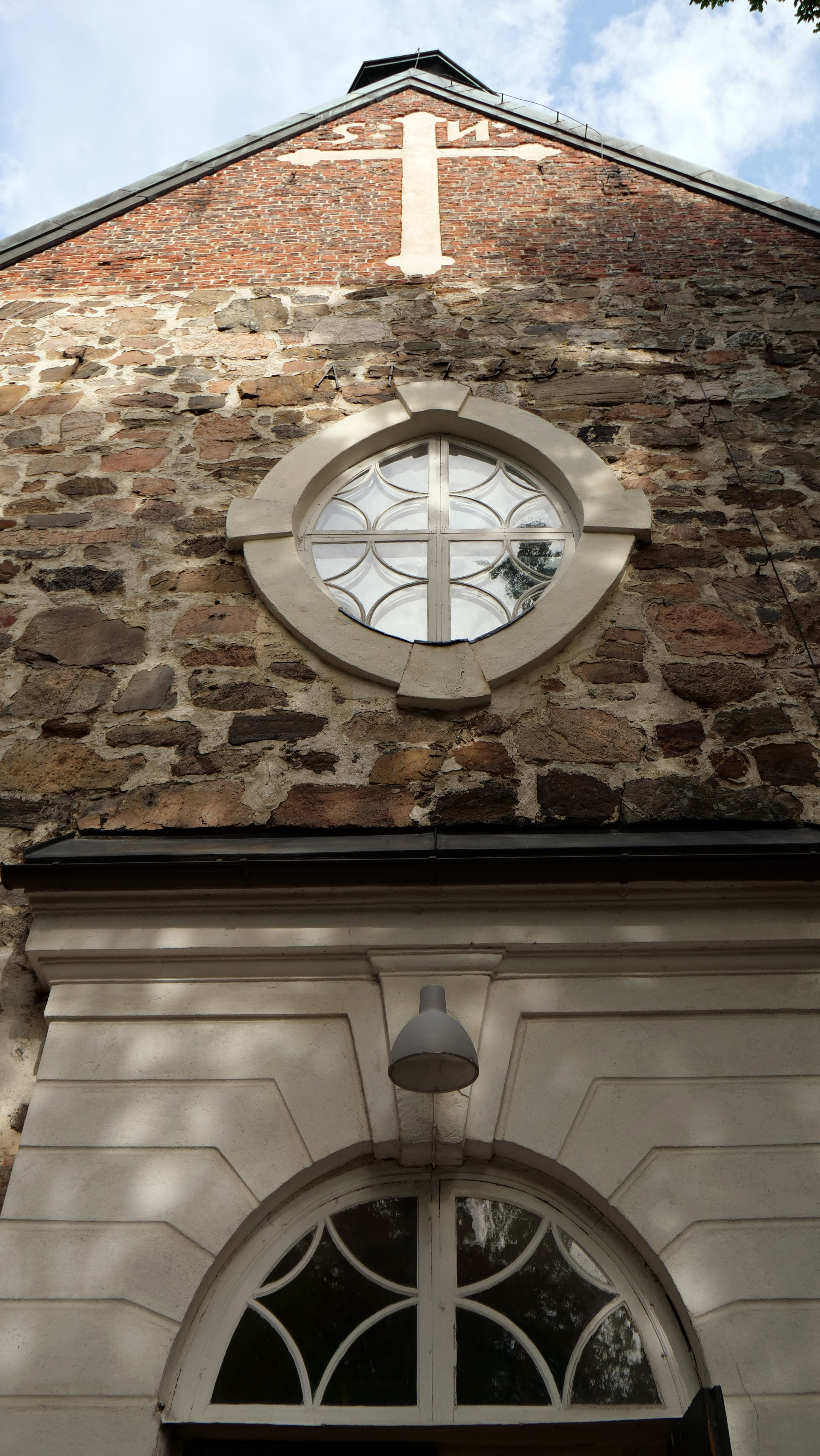
Pikis kyrkas västgavel 1755
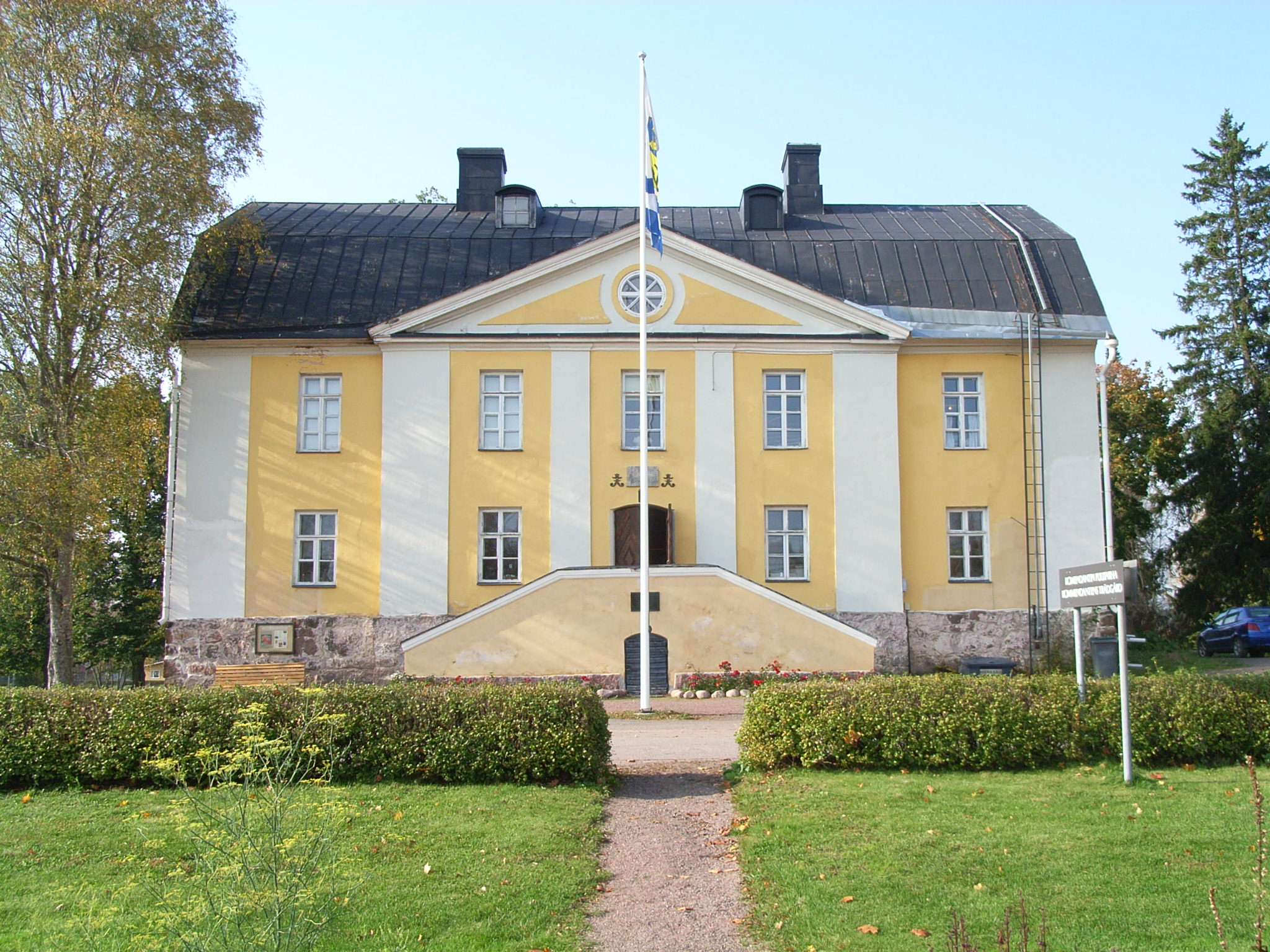
Kommendanthuset i Lovisa 1755
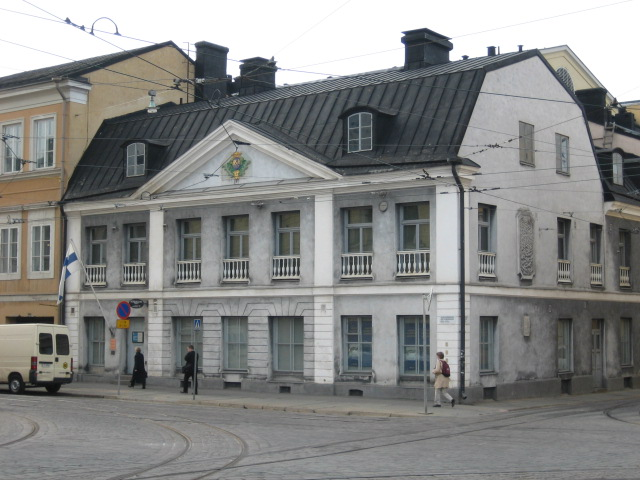
Sederholmska huset i Helsingfors 1750-tal
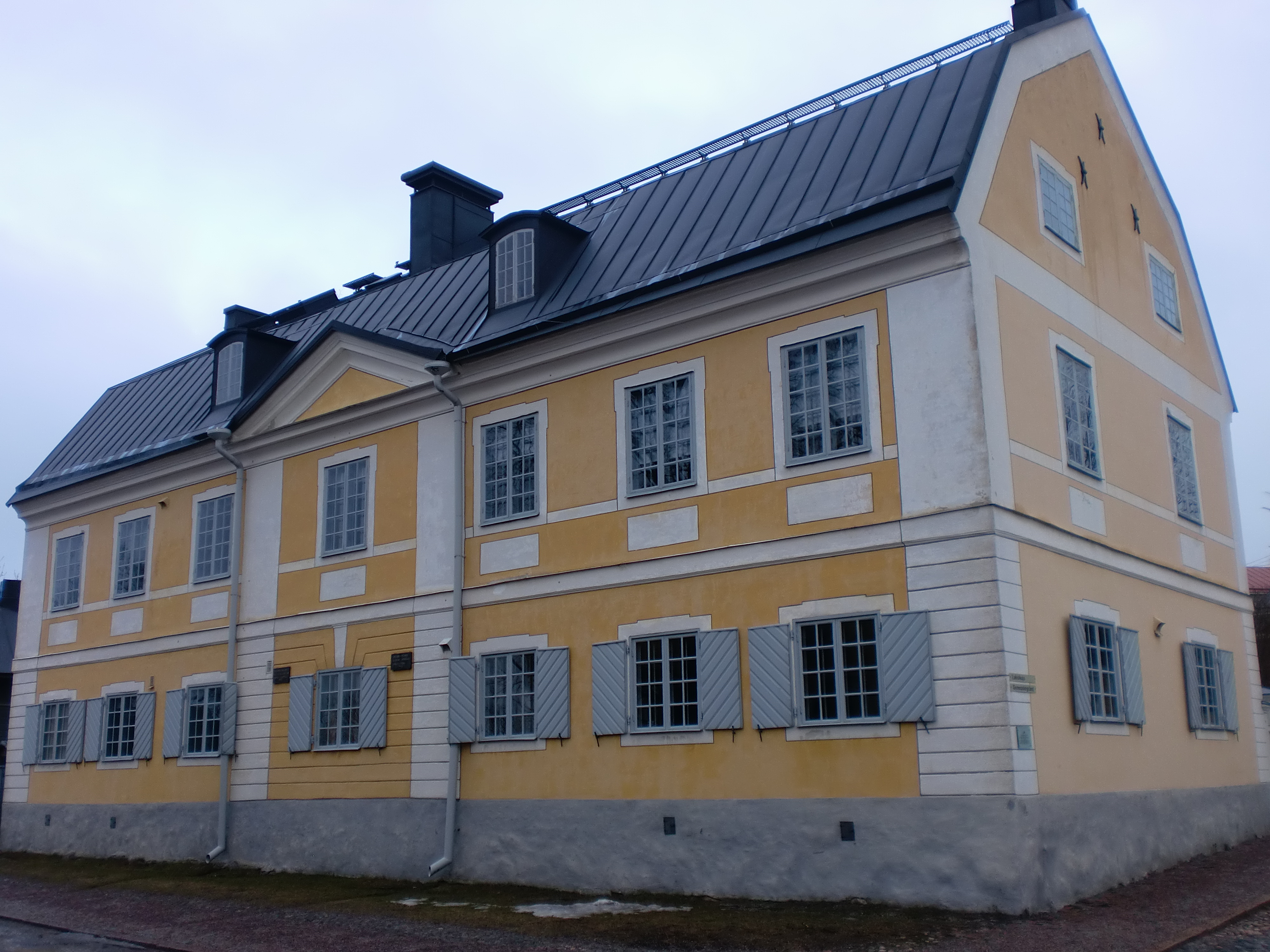
Borgå gymnasiehus 1759
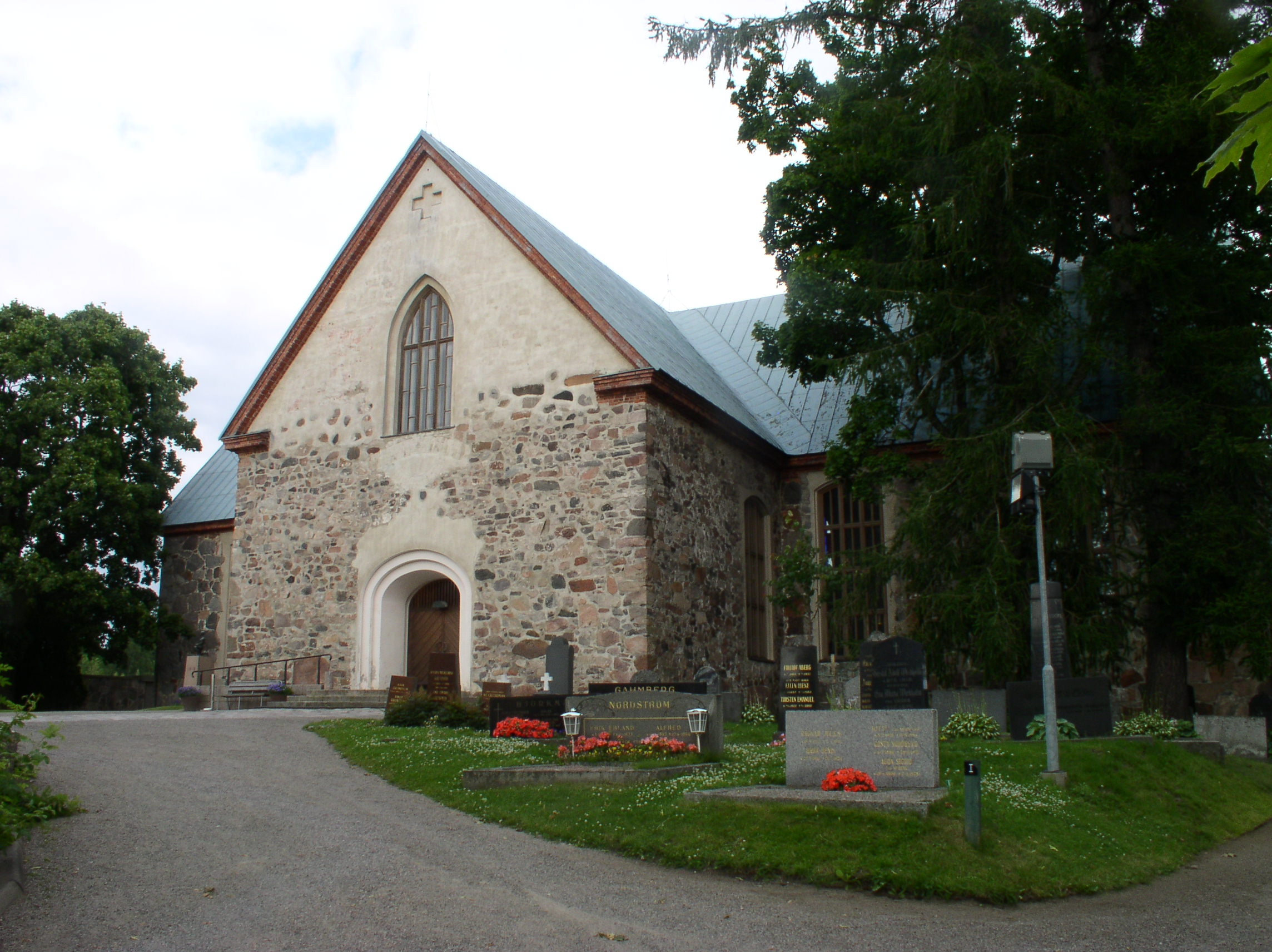
Kyrkslätts kyrkas västgavel 1761
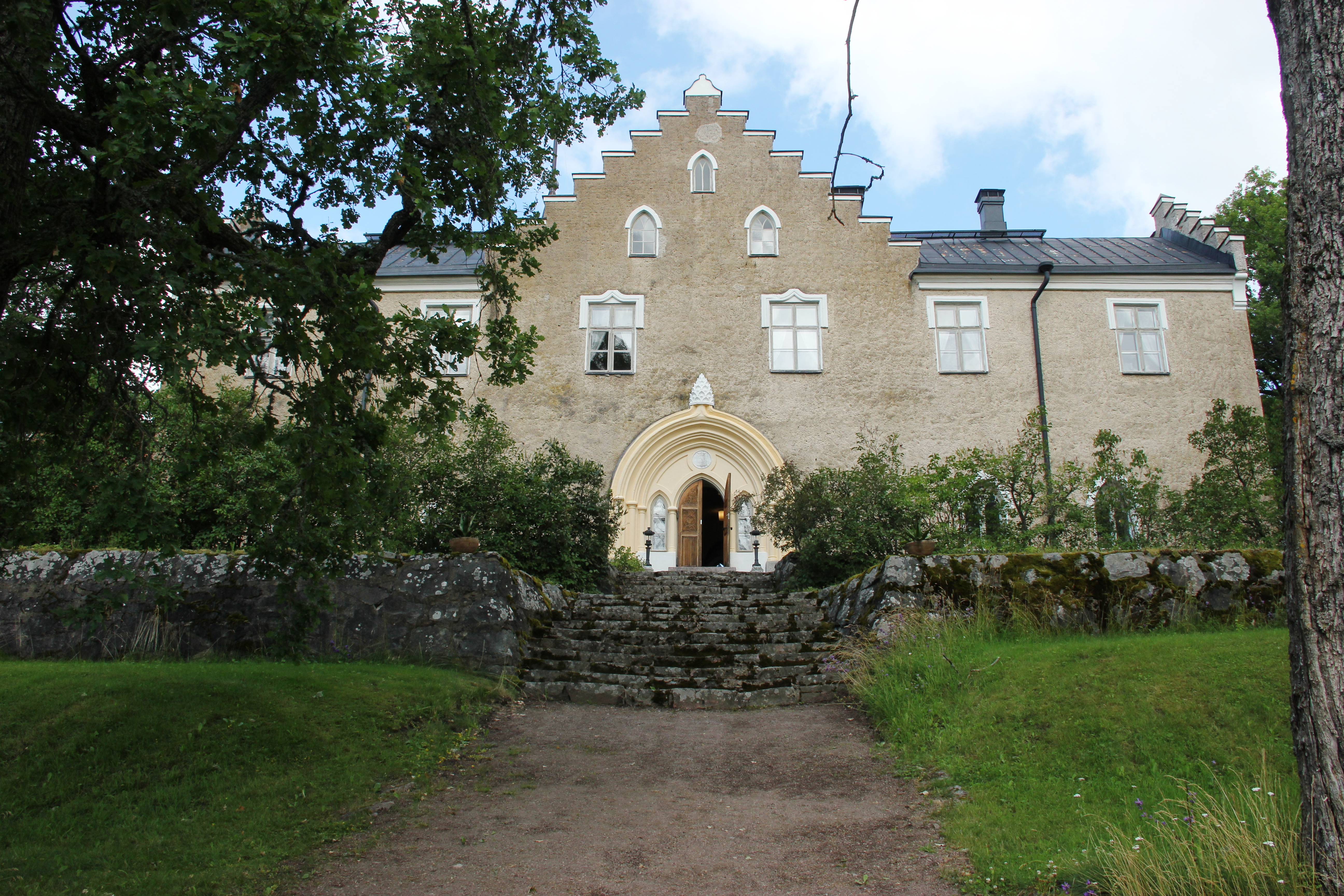
Svidja gårds trädgårdsfasad 1761